# Mulugeta Wendimu
Mulugeta Wendimu (* 28. Februar 1985 in Addis Abeba) ist ein äthiopischer Mittel- und Langstreckenläufer.
2003 gewann er die Corrida de Houilles. Im Jahr darauf wurde er Fünfter im Juniorenrennen der Crosslauf-Weltmeisterschaften in Brüssel. Über 1500 m wurde er Zehnter bei den Olympischen Spielen in Athen und über 3000 m Dritter beim Leichtathletik-Weltfinale in Monaco. Über 1500 m schied er bei den Leichtathletik-Weltmeisterschaften 2005 in Helsinki im Vorlauf aus und erreichte bei den Olympischen Spielen 2008 in Peking das Halbfinale.
2011 gewann er den Halbmarathonbewerb des Marrakesch-Marathons.

## Bestzeiten
- 1500 m: 3:31,13 min, 31. Juli 2004, Heusden-Zolder
- 3000 m: 7:37,97 min, 29. Mai 2005, Hengelo
- 5000 m: 12:57,05 min, 12. September 2004, Berlin
- 10-km-Straßenlauf: 28:49 min, 28. Dezember 2003, Houilles
- Halbmarathon: 1:02:00 h, 30. Januar 2011, Marrakesch